# Hama (district)
Hama District (Arabisch: حماة Ḥamā) is een Syrisch district behorend tot het Hama gouvernement. De hoofdstad is Hama, dat ook de hoofdstad is van het gouvernement.